# تالبوت جنینگز
تالبوت جنینگز (انگلیسی: Talbot Jennings؛ ۲۴ آگوست ۱۸۹۴ - ۳۰ مه ۱۹۸۵) یک فیلم‌نامه‌نویس اهل ایالات متحده آمریکا بود.
وی فیلم‌نامه‌نویس فیلم‌هایی همچون شورش در بونتی، خاک خوب، رومئو و ژولیت، ماری آنتوانت و پسران کتی الدر بوده است.